# ČZ vz. 38
ČZ vz. 38 — чеський пістолет часів Другої Світової війни.

## Історія
Пістолет Vz.38 був спроєктований в 1937–1938 як простіший за конструкцією, а також ефективніший у стрільбі за зупиняючою дією кулі, ніж пістолет Vz.27. Замовником були збройні сили. Як використовуваний набій був обраний 9x17, замість більш слабкого 7,65mm Browning. Магазин виконаний однорядним, але з досить великою на ті часи ємністю — 9 набоїв. Цими заходами були підвищені бойові якості в порівнянні з Vz.27. Простота та, в якійсь мірі, безпека були досягнуті використанням в конструкції пістолета тільки самовзводного ударно-спускового механізму. Однак зброя вийшла невдалою, з надмірно великим зусиллям спуску, що робить дуже незручною прицільну стрільбу. Ще одним недоліком стала велика загальна маса зброї.
Пістолет Vz.38, відомий під комерційною назвою CZ 38, так і не встиг ніяк себе проявити в збройних силах Чехословаччини, тому що вже в 1939 Німеччина окупувала країну. Практично всі пістолети Vz.38, які встигли виготовити, були захоплені німцями. Після цього трофейні Vz.38 і ті, які вироблялися під контролем окупантів, поставлялись до Люфтваффе, німецької поліції та Імперської служби трудової повинності. Vz.38 був знятий з виробництва в 1942.

## Країни— експлуатанти
- Третій Рейх: під назвою Pistole 39(t)
- Фінляндія: під час Другої Світової війни Фінляндія придбала 1713 пістолетів Vz.38 в Німеччині (прибули 26.09.1940). Мали місцеву назву М/39. На літо 1948 на озброєнні було 978 од. Продані за кордон на початку 1980-х[1].
- Болгарія